# طواف بولندا 2013
طواف بولندا 2013 (بالإنجليزية: 2013 Tour de Pologne)‏ هو سباق دراجات هوائية أقيم بتاريخ 27 يوليو – 3 أغسطس 2013، تكون السباق من 7 مراحل وامتدّ لمسافة 1238 كم بسرعة 38.725 كم/س، استغرق السباق 31 ساعة 58 دقيقة 07 ثانية. فاز به الهولندي بيتر وينينج.

## الترتيب
| م                     | الدرّاج      | البلد  | الزمن                     |
| --------------------- | ----------- | ------ | ------------------------- |
| الفائز بالترتيب العام | بيتر وينينج | هولندا | 31 ساعة 58 دقيقة 07 ثانية |
| حسب النقاط            | رافال مايكا | بولندا | -                         |